# 4025 Рідлі
4025 Рідлі (4025 Ridley) — астероїд головного поясу, відкритий 24 листопада 1981 року.
Тіссеранів параметр щодо Юпітера — 3,606.